# Paul Gavault
Paul Gavault, all'anagrafe Paul Armand Marcel Gavault (Parigi, 1º settembre 1866 – Parigi, 25 dicembre 1951) è stato un drammaturgo e sceneggiatore francese.

## Biografia
Nato a Parigi nel XVII arrondissement, Gavault nel 1906 ha avuto successo con la sua commedia comica Mademoiselle Josette, ma femme coautore Robert Charvay, di cui ne sono stati realizzati numerosi adattamenti cinematografici, è stato anche sceneggiatore per la società di produzione Le Film d'Art.
Nel 1914 è stato nominato direttore del Teatro dell'Odéon, fino al 1921. Sepolto nel cimitero di Guéret.

## Filmografia

### Cinema
- Joseph vendu par ses frères, co-sceneggiatura di Georges Berr - cortometraggio (1909)
- L'Enfant guidait ses pas - cortometraggio (1909)
- L'Arrestation de la duchesse de Berry, regia di André Calmettes - cortometraggio (1910)
- Monsieur Don Quichotte - cortometraggio (1910)
- Mademoiselle Josette, ma femme, regia di André Liabel - cortometraggio (1914)
- The Richest Girl, regia di Albert Capellani (1918)
- L'idée de Françoise, regia di Robert Saidreau (1923)
- Ma tante d'Honfleur, regia di Robert Saidreau (1923)
- Balancez vos dames!, regia di Madame Kaesmacker (1925)
- Fräulein Josette - Meine Frau, regia di Gaston Ravel (1926)
- La Petite chocolatière, regia di René Hervil (1927)
- Ma tante d'Honfleur, regia di André Gillois (1931)
- La piccola cioccolataia (La petite chocolatière), regia di Marc Allégret (1932)
- Cercasi amante (Un coup de téléphone), regia di Georges Lacombe (1932)
- L'Enfant du miracle, regia di André Gillois (1932)
- Le Crime du chemin rouge, regia di Jacques Séverac (1933)
- La signorina Josette, mia moglie (Mademoiselle Josette, ma femme), regia di André Berthomieu (1933)
- La signora in nero, regia di Nunzio Malasomma (1943)
- Ma tante d'Honfleur, regia di René Jayet (1949)
- La Petite chocolatière, regia di André Berthomieu (1949)
- Mademoiselle Josette ma femme, regia di André Berthomieu (1950)